# Soanenga
Soanenga – miasto i gmina (kaominina) w dystrykcie Besalampy, w regionie Melaky na Madagaskarze.

## Geografia
Miejscowość położona jest około 10 km na północ od rzeki Sambao i około 15 km na wschód od wybrzeża Kanału Mozambickiego.

## Demografia i ekonomia
W 2001 roku oszacowano liczbę jego mieszkańców na 9360. W mieście dostępna jest edukacja podstawowa. 48% ludności pracującej trudni się rolnictwem, a 38% hodowlą. Główną rośliną uprawną jest tu ryż, a do innych produktów należą kokosy i nasiona Acacia catechu. 2% pracuje w usługach, a 20% zajmuje się połowem ryb.